# Eliminatórias da Copa do Mundo FIFA de 2018 - Europa (Grupo F)
O Grupo F das eliminatórias da Europa para a Copa do Mundo FIFA de 2018 foi formado por: Inglaterra, Eslováquia, Escócia, Eslovénia, Lituânia e Malta.
O vencedor do grupo se qualificou automaticamente para a Copa do Mundo de 2018. Além dos demais oito vencedores de grupos, os oito melhores segundos colocados avançaram para a segunda fase, que será disputada no sistema de play-offs.

## Classificação
| Pos | Equipe     | Pts | J  | V | E | D | GP | GC | SG  | Classificado                              |  | ENG | SVK | SCO | SVN | LTU | MLT |
| --- | ---------- | --- | -- | - | - | - | -- | -- | --- | ----------------------------------------- |  | --- | --- | --- | --- | --- | --- |
| 1   | Inglaterra | 26  | 10 | 8 | 2 | 0 | 18 | 3  | +15 | qualificadas para a Copa do Mundo de 2018 |  | —   | 2–1 | 3–0 | 1–0 | 2–0 | 2–0 |
| 2   | Eslováquia | 18  | 10 | 6 | 0 | 4 | 17 | 7  | +10 | Eliminado                                 |  | 0–1 | —   | 3–0 | 1–0 | 4–0 | 3–0 |
| 3   | Escócia    | 18  | 10 | 5 | 3 | 2 | 17 | 12 | +5  | Eliminado                                 |  | 2–2 | 1–0 | —   | 1–0 | 1–1 | 2–0 |
| 4   | Eslovênia  | 15  | 10 | 4 | 3 | 3 | 12 | 7  | +5  | Eliminado                                 |  | 0–0 | 1–0 | 2–2 | —   | 4–0 | 2–0 |
| 5   | Lituânia   | 6   | 10 | 1 | 3 | 6 | 7  | 20 | −13 | Eliminado                                 |  | 0–1 | 1–2 | 0–3 | 2–2 | —   | 2–0 |
| 6   | Malta      | 1   | 10 | 0 | 1 | 9 | 3  | 25 | −22 | Eliminado                                 |  | 0–4 | 1–3 | 1–5 | 0–1 | 1–1 | —   |

## Partidas
O calendário de partidas foi divulgado pela UEFA em 26 de julho de 2015, um dia após o sorteio ser realizado em São Petersburgo na Rússia. 

### Primeira rodada
| 4 de setembro de 2016 | Lituânia                 | 2 – 2     | Eslovênia               | Estádio LFF, Vilnius                          |
| 19:00 (UTC+3)         | Černych 32' · Slivka 34' | FIFA UEFA | Krhin 77' · Cesar 90+3' | Público: 4 114 Árbitro: POR Artur Soares Dias |

| Lituânia | Eslovênia |

| 4 de setembro de 2016 | Eslováquia | 0 – 1     | Inglaterra    | Štadión Antona Malatinského, Trnava        |
| 18:00 (UTC+2)         |            | FIFA UEFA | Lallana 90+5' | Público: 18 111 Árbitro: SRB Milorad Mažić |

| Eslováquia | Inglaterra |

| 4 de setembro de 2016 | Malta       | 1 – 5     | Escócia                                                         | Estádio Nacional, Ta' Qali                    |
| 20:45 (UTC+2)         | Effiong 14' | FIFA UEFA | Snodgrass 10', 61' (pen), 85' · C. Martin 53' · S. Fletcher 78' | Público: 15 069 Árbitro: UKR Yevhen Aranovsky |

| Malta | Escócia |

### Segunda rodada
| 8 de outubro de 2016 | Inglaterra               | 2 – 0     | Malta | Estádio de Wembley, Londres                     |
| 17:00 (UTC+1)        | Sturridge 29' · Alli 38' | FIFA UEFA |       | Público: 81 781 Árbitro: SWE Stefan Johannesson |

| Inglaterra | Malta |

| 8 de outubro de 2016 | Escócia      | 1 – 1     | Lituânia    | Hampden Park, Glasgow                       |
| 19:45 (UTC+1)        | McArthur 89' | FIFA UEFA | Černych 59' | Público: 35 966 Árbitro: GER Tobias Stieler |

| Escócia | Lituânia |

| 8 de outubro de 2016 | Eslovênia      | 1 – 0     | Eslováquia | Estádio Stožice, Liubliana                  |
| 20:45 (UTC+2)        | Kronaveter 74' | FIFA UEFA |            | Público: 10 492 Árbitro: ITA Nicola Rizzoli |

| Eslovênia | Eslováquia |

### Terceira rodada
| 11 de outubro de 2016 | Lituânia                          | 2 – 0     | Malta | Estádio LFF, Vilnius                          |
| 21:45 (UTC+3)         | Černych 76' · Novikovas 84' (pen) | FIFA UEFA |       | Público: 5 067 Árbitro: ESP Jesús Gil Manzano |

| Lituânia | Malta |

| 11 de outubro de 2016 | Eslováquia               | 3 – 0     | Escócia | Štadión Antona Malatinského, Trnava               |
| 20:45 (UTC+2)         | Mak 18', 56' · Nemec 68' | FIFA UEFA |         | Público: 11 098 Árbitro: SWE Martin Strömbergsson |

| Eslováquia | Escócia |

| 11 de outubro de 2016 | Eslovênia | 0 – 0     | Inglaterra | Estádio Stožice, Liubliana                 |
| 20:45 (UTC+2)         |           | FIFA UEFA |            | Público: 13 274 Árbitro: GER Deniz Aytekin |

| Eslovênia | Inglaterra |

### Quarta rodada
| 11 de novembro de 2016 | Inglaterra                               | 3 – 0     | Escócia | Estádio de Wembley, Londres               |
| 19:45 (UTC+0)          | Sturridge 23' · Lallana 50' · Cahill 61' | FIFA UEFA |         | Público: 87 258 Árbitro: TUR Cüneyt Çakır |

| Inglaterra | Escócia |

| 11 de novembro de 2016 | Malta | 0 – 1     | Eslovênia  | Estádio Nacional, Ta' Qali                   |
| 20:45 (UTC+1)          |       | FIFA UEFA | Verbič 47' | Público: 4 207 Árbitro: POL Paweł Raczkowski |

| Malta | Eslôvenia |

| 11 de novembro de 2016 | Eslováquia                                      | 4 – 0     | Lituânia | Štadión Antona Malatinského, Trnava                 |
| 20:45 (UTC+1)          | Nemec 12' · Kucka 15' · Škrtel 36' · Hamšík 86' | FIFA UEFA |          | Público: 9 653 Árbitro: GRE Anastasios Sidiropoulos |

| Eslováquia | Lituânia |

### Quinta rodada
| 26 de março de 2017 | Inglaterra            | 2 – 0     | Lituânia | Estádio de Wembley, Londres               |
| 17:00 (UTC+1)       | Defoe 22' · Vardy 66' | FIFA UEFA |          | Público: 77 690 Árbitro: FRA Ruddy Buquet |

| Inglaterra | Lituânia |

| 26 de março de 2017 | Malta        | 1 – 3     | Eslováquia                        | Estádio Nacional, Ta' Qali                |
| 20:45 (UTC+2)       | Farrugia 14' | FIFA UEFA | Weiss 2' · Greguš 41' · Nemec 84' | Público: 4 980 Árbitro: TUR Ali Palabıyık |

| Malta | Eslováquia |

| 26 de março de 2017 | Escócia       | 1 – 0     | Eslovênia | Hampden Park, Glasgow                      |
| 19:45 (UTC+1)       | C. Martin 88' | FIFA UEFA |           | Público: 20 435 Árbitro: NED Björn Kuipers |

| Escócia | Eslovênia |

### Sexta rodada
| 10 de junho de 2017 | Escócia            | 2 – 2     | Inglaterra                          | Hampden Park, Glasgow          |
| 17:00 (UTC+1)       | Griffiths 87', 90' | FIFA UEFA | Oxlade-Chamberlain 70' · Kane 90+3' | Árbitro: ITA Paolo Tagliavento |

| Escócia | Inglaterra |

| 10 de junho de 2017 | Eslovênia                    | 2 – 0     | Malta | Estádio Stožice, Liubliana   |
| 18:00 (UTC+2)       | Iličić 45+2' · Novakovič 84' | FIFA UEFA |       | Árbitro: WAL Simon Lee Evans |

| Eslovênia | Malta |

| 10 de junho de 2017 | Lituânia        | 1 – 2     | Eslováquia             | Estádio LFF, Vilnius      |
| 21:45 (UTC+3)       | Novikovas 90+3' | FIFA UEFA | Weiss 32' · Hamšík 58' | Árbitro: GER Manuel Gräfe |

| Lituânia | Eslováquia |

### Sétima rodada
| 1 de setembro de 2017 | Lituânia | 0 – 3     | Escócia                                      | Estádio LFF, Vilnius                                |
| 21:45 (UTC+3)         |          | FIFA UEFA | Armstrong 25' · Robertson 30' · McArthur 72' | Público: 5 067 Árbitro: ESP Carlos del Cerro Grande |

| Lituânia | Escócia |

| 1 de setembro de 2017 | Malta | 0 – 4     | Inglaterra                                     | Estádio Nacional, Ta' Qali                     |
| 20:45 (UTC+2)         |       | FIFA UEFA | Kane 53', 90+2' · Bertrand 86' · Welbeck 90+1' | Público: 16 994 Árbitro: POR Artur Soares Dias |

| Malta | Inglaterra |

| 1 de setembro de 2017 | Eslováquia        | 1 – 0     | Eslovênia | Štadión Antona Malatinského, Trnava              |
| 20:45 (UTC+2)         | Mevlja 81' (g.c.) | FIFA UEFA |           | Público: 16 896 Árbitro: ESP Antonio Mateu Lahoz |

| Eslováquia | Eslovênia |

### Oitava rodada
| 4 de setembro de 2017 | Inglaterra              | 2 – 1     | Eslováquia | Estádio de Wembley, Londres                 |
| 19:45 (UTC+1)         | Dier 37' · Rashford 59' | FIFA UEFA | Lobotka 3' | Público: 67 823 Árbitro: FRA Clément Turpin |

| Inglaterra | Eslováquia |

| 4 de setembro de 2017 | Escócia                  | 2 – 0     | Malta | Hampden Park, Glasgow                     |
| 19:45 (UTC+1)         | Berra 9' · Griffiths 49' | FIFA UEFA |       | Público: 26 371 Árbitro: DEN Jakob Kehlet |

| Escócia | Malta |

| 4 de setembro de 2017 | Eslovênia                                            | 4 – 0     | Lituânia | Estádio Stožice, Liubliana                |
| 20:45 (UTC+2)         | Iličić 25' (pen), 61' (pen) · Verbič 82' · Birsa 90' | FIFA UEFA |          | Público: 6 230 Árbitro: ROU István Kovács |

| Eslovênia | Lituânia |

### Nona rodada
| 5 de outubro de 2017 | Inglaterra | 1 – 0     | Eslovênia | Estádio de Wembley, Londres               |
| 19:45 (UTC+1)        | Kane 90+4' | FIFA UEFA |           | Público: 61 598 Árbitro: GER Felix Zwayer |

| Inglaterra | Eslovênia |

| 5 de outubro de 2017 | Malta     | 1 – 1     | Lituânia   | Estádio Nacional, Ta' Qali                     |
| 20:45 (UTC+2)        | Agius 23' | FIFA UEFA | Slivka 53' | Público: 3 431 Árbitro: ARM Zaven Hovhannisyan |

| Malta | Lituânia |

| 5 de outubro de 2017 | Escócia           | 1 – 0     | Eslováquia | Hampden Park, Glasgow                      |
| 19:45 (UTC+1)        | Škrtel 89' (g.c.) | FIFA UEFA |            | Público: 46 773 Árbitro: SRB Milorad Mažić |

| Escócia | Eslováquia |

### Décima rodada
| 8 de outubro de 2017 | Lituânia | 0 – 1     | Inglaterra     | Estádio LFF, Vilnius                       |
| 19:00 (UTC+3)        |          | FIFA UEFA | Kane 27' (pen) | Público: 5 067 Árbitro: ISR Orel Grinfeeld |

| Lituânia | Inglaterra |

| 8 de outubro de 2017 | Eslováquia                | 3 – 0     | Malta | Štadión Antona Malatinského, Trnava          |
| 18:00 (UTC+2)        | Nemec 33', 62' · Duda 69' | FIFA UEFA |       | Público: 17 774 Árbitro: ITA Paolo Mazzoleni |

| Eslováquia | Malta |

| 8 de outubro de 2017 | Eslovênia       | 2 – 2     | Escócia                       | Estádio Stožice, Liubliana                  |
| 18:00 (UTC+2)        | Bezjak 52', 72' | FIFA UEFA | Griffiths 32' · Snodgrass 88' | Público: 11 123 Árbitro: SWE Jonas Eriksson |

| Eslovênia | Escócia |

## Artilheiros
5 gols (2)
- ENG Harry Kane
- SVK Adam Nemec

4 gols (2)
- SCO Leigh Griffiths
- SCO Robert Snodgrass

3 gols (2)
- LTU Fiodor Černych
- SVN Josip Iličić

2 gols (11)
- ENG Adam Lallana
- ENG Daniel Sturridge
- LTU Arvydas Novikovas
- LTU Vykintas Slivka
- SCO Chris Martin
- SCO James McArthur
- SVK Marek Hamšík
- SVK Róbert Mak
- SVK Vladimír Weiss
- SVN Roman Bezjak
- SVN Benjamin Verbič

1 gol (26)
- ENG Dele Alli
- ENG Ryan Bertrand
- ENG Gary Cahill
- ENG Jermain Defoe
- ENG Eric Dier
- ENG Alex Oxlade-Chamberlain
- ENG Marcus Rashford
- ENG Jamie Vardy
- ENG Danny Welbeck
- MLT Andrei Agius
- MLT Alfred Effiong
- MLT Jean Farrugia
- SCO Stuart Armstrong
- SCO Christophe Berra
- SCO Steven Fletcher
- SCO Andrew Robertson
- SVK Ondrej Duda
- SVK Ján Greguš
- SVK Juraj Kucka
- SVK Stanislav Lobotka
- SVK Martin Škrtel
- SVN Valter Birsa
- SVN Botjan Cesar
- SVN Rene Krhin
- SVN Rok Kronaveter
- SVN Milivoje Novakovič

Gols contra (2)
- SVK Martin Škrtel (para a  Escócia)
- SVN Miha Mevlja (para a  Eslováquia)